# Terremoto di Casamicciola del 1883
Il terremoto di Casamicciola colpì la località dell'isola d'Ischia e i territori circostanti alle ore 21:30 del 28 luglio 1883.

## Dati storici
Alle 21.30 circa del 28 luglio 1883 un violento terremoto colpì la località di Casamicciola, oggi Casamicciola Terme, nell'isola d'Ischia, e i comuni limitrofi, soprattutto Lacco Ameno e Forio.
La scossa tellurica, di tipo sussultorio e ondulatorio, durò 13 secondi e fu valutata, nell'epicentro, del X grado della scala Mercalli; la magnitudo, espressa secondo la scala Richter, è stata successivamente calcolata pari a 5,8.
Le vittime furono 2.313, di cui la maggior parte a Casamicciola (1.784), Lacco Ameno (146) e Forio (345); altre vittime a Barano (10) e Serrara Fontana (28). I feriti furono complessivamente 762. A Casamicciola, che all'epoca contava 4.300 abitanti, la maggior parte delle abitazioni crollò (79,9%), le rimanenti furono danneggiate (19,9%), una sola restò illesa. Il terremoto fu avvertito con intensità molto diverse in tutta l'isola e anche nella vicina isola di Procida, inoltre a Pozzuoli e a Napoli (IV grado Mercalli).
Le prime notizie del disastro giunsero a Napoli verso la mezzanotte del giorno stesso, ma la macchina dei soccorsi (anche a causa delle difficoltà nelle comunicazioni, non funzionando più il telegrafo), si mosse con una certa lentezza, riscattata dall'eroismo dei singoli.
Le scosse di assestamento furono parecchie, la più forte fu avvertita il 3 agosto.
Il sisma era stato preceduto da un fenomeno di minore intensità, del IX grado della scala Mercalli, il 4 marzo 1881, che già aveva arrecato rilevanti danni, tanto da spingere a raccolte fondi sin da Genova; le località maggiormente colpite erano state Casamicciola e Lacco Ameno; la scossa, durata sette secondi, aveva provocato 126 morti e un numero imprecisato di feriti.
Tra le vittime del terremoto vi furono anche i genitori e la sorella del filosofo Benedetto Croce, il quale - allora diciassettenne - fu estratto vivo dalle macerie, ma ferito gravemente.
Il meridionalista Giustino Fortunato, presente durante l'evento sismico, scampato al pericolo prestò soccorso ad un villeggiante.

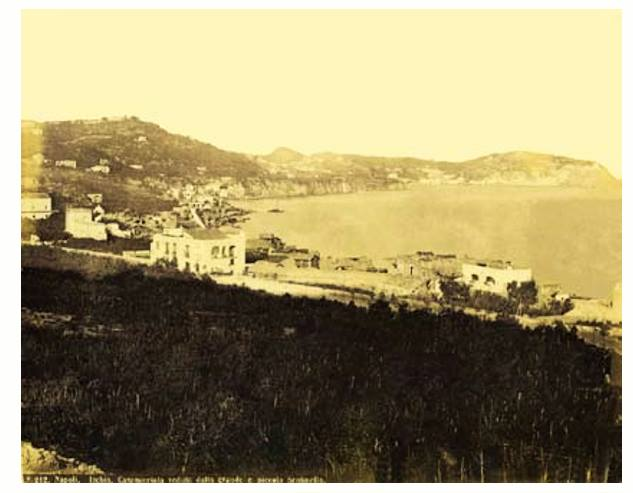
Robert Rive - n. 0212 - Casamicciola, veduta dalla Grande e Piccola Sentinella, foto ante 1868

La fotografia di Casamicciola, ripresa dalla parte dei famosi alberghi la Grande Sentinella e la Piccola Sentinella, ante 1868, dal fotografo francese Robert Rive, è una delle tre immagini fotografiche che mostrano il panorama di Casamicciola prima del terremoto del 1883.

## Nella cultura di massa
Per la sua violenza e drammaticità, il terremoto entrò in locuzioni, poi diventate di uso comune, come "Qui succede Casamicciola" o "Faccio una Casamicciola", per indicare che succede un putiferio, una situazione di caos e di grande confusione (più o meno analogamente all'espressione "Fare un quarantotto").
Nel film Chi si ferma è perduto, il protagonista Antonio Guardalavecchia, interpretato da Totò, nell'accusare il suo nemico e collega Peppino Colabona, interpretato dall'attore Peppino de Filippo, di jettatura, dichiara falsamente al direttore generale che il nonno del Colabona, oltre essere stato l'unico sopravvissuto al disastro del transatlantico Titanic e di essere poi sbarcato a Messina il giorno del terribile terremoto, facendo pure il bagno a Casamicciola, intendendo che fosse proprio lui causa di sciagura, come anche il nipote. I dati relativi, citati nei dialoghi, non sono attendibili, ma solo di matrice comica.

## Galleria d'immagini

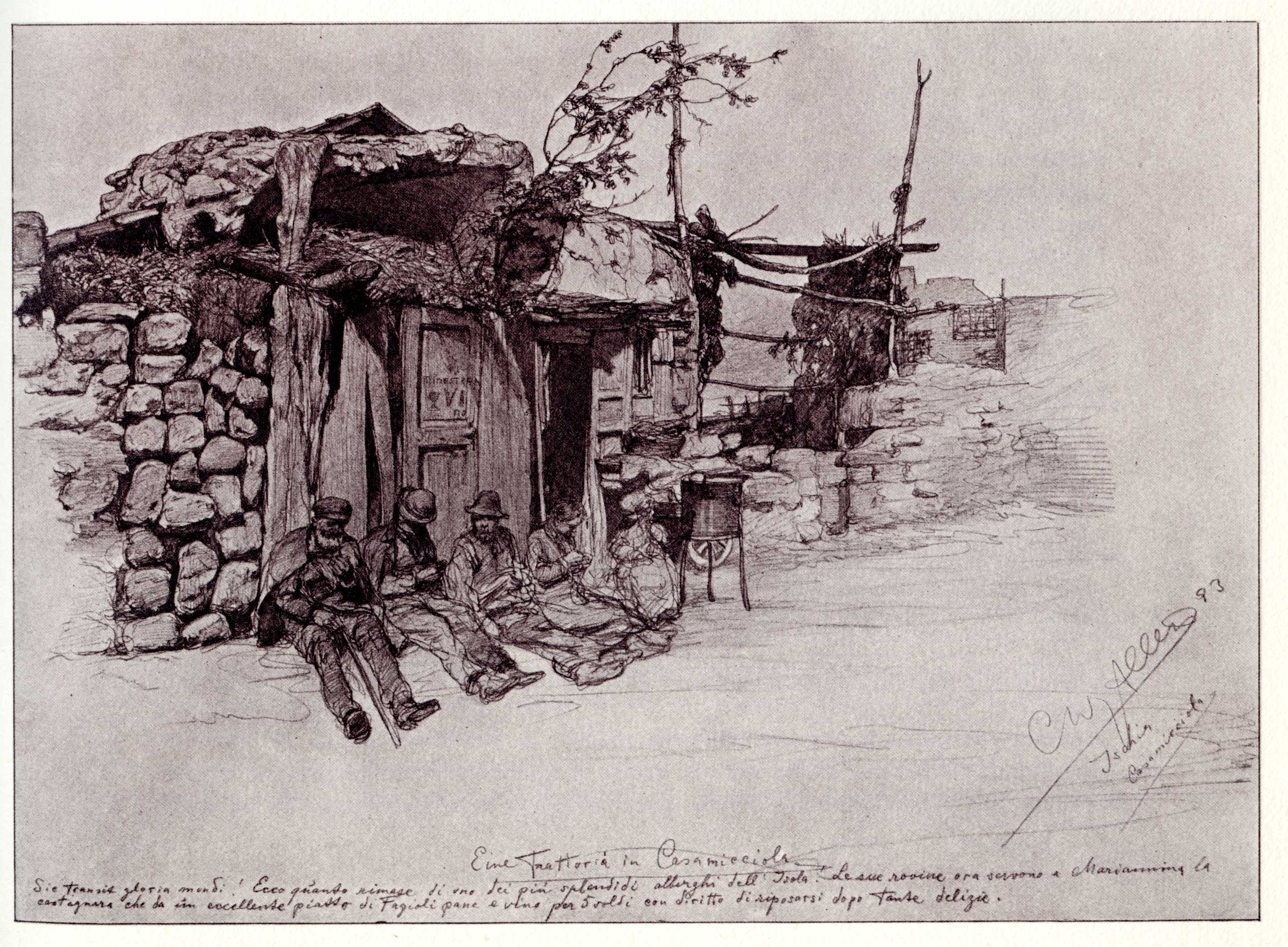
Christian Wilhelm Allers, Quanto rimane di uno dei più splendidi alberghi, disegno, 1893
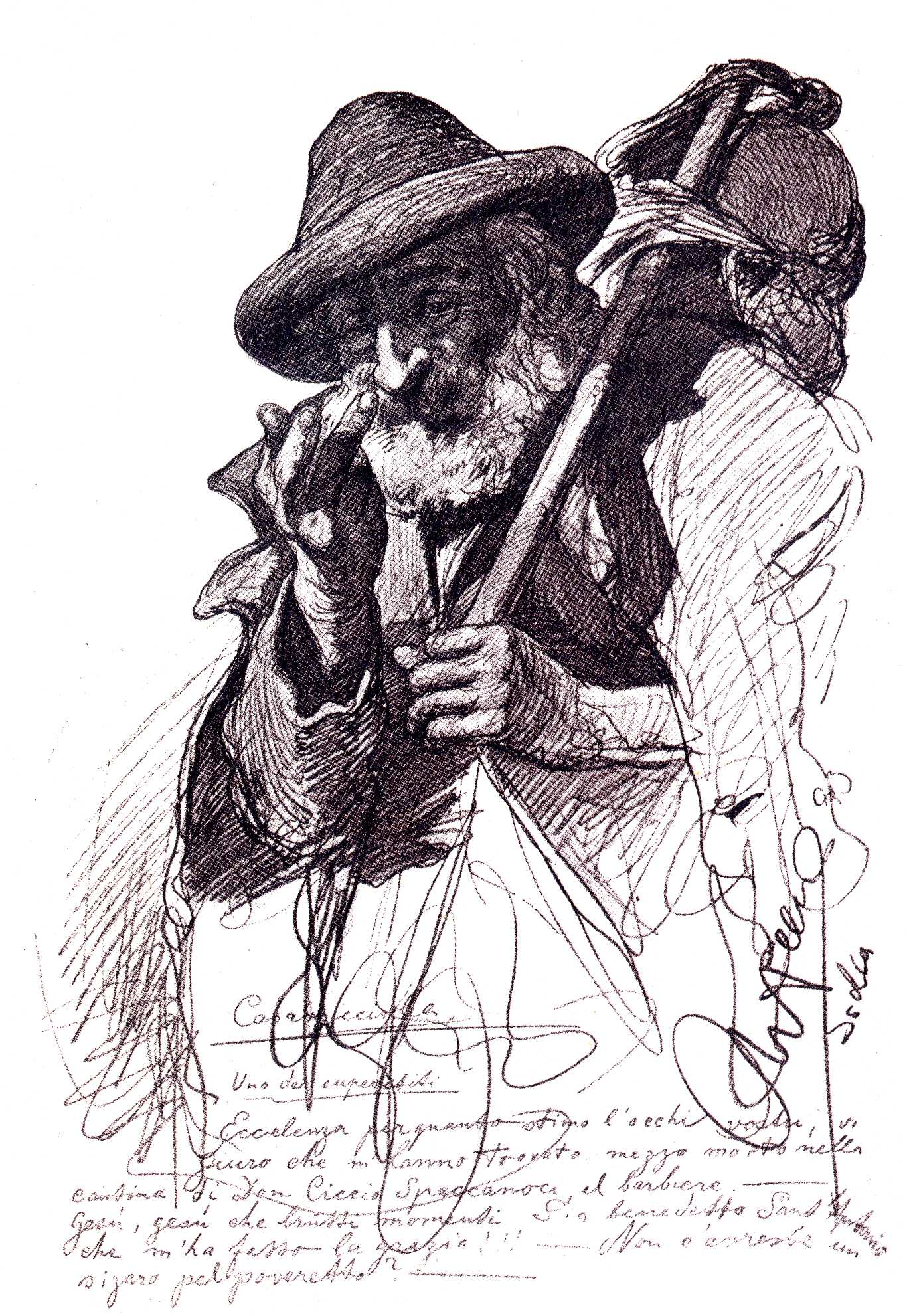
Christian Wilhelm Allers, Un sopravvissuto, disegno, 1893